# La Torre de la Carretera (Avià)
La Torre de la Carretera (o Torre de cal Miliu) és un habitatge del municipi d'Avià, al Baix Berguedà que ha estat declarat patrimoni immoble amb el número 3027 (1983) per la Generalitat de Catalunya i ha té el número 08011/17 al mapa de patrimoni de la Diputació de Barcelona. L'edifici està en bon estat de conservació, té un ús residencial i és de titularitat privada. No gaudeix de protecció legal.

## Situació geogràfica
La Torre de la Carretera està ubicada al nucli d'Avià, a l'avinguda Pau Casals davant de cal Mas Nou, a prop de la plaça del Padró.

## Descripció i característiques
La Torre de la Carretera és una petita construcció de planta quadrada coberta a quatre vessants amb teula àrab d'una sola planta d'alçada. La porta és orientada a tramuntana. El parament és a base de pedres sense desbastar unides amb morter. Les obertures, distribuïdes de forma arbitrària, són allindanades amb marcs de pedra. A la part posterior hi ha un balcó amb barana de ferro.
La casa antiga era de pedra sense treballar i tenia les cantoneres de còdols i la teulada a quatre vessants que accentuava la simetria de la façana. En l'actualitat és de maó.

## Història
La casa es construí el 1931 per al rector del poble. Durant la guerra civil (1936- 1939) fou confiscada i passà a usar-se com a escola. Avui dia, però, l'habiten els propietaris de Cal Mas, veïns d'Avià.
El 1931 s'hi va construir la primera casa en un terreny propietat de cal Mas aprofitant una antiga barraca que ja està documentada des del 1767 amb el tracte que quan morís el rector la casa passés a mans dels propietaris de cal Mas. El mestre que va ensenyar-hi durant la Guerra Civil Espanyola fou el valencià Francisco Luis López, que continuà fent de mestre al poble fins a l'any 1945.